# George Iskandar
George Iskandar (en français : جورج اسكندر ; en hébreu : ג'ורג' איסקנדר), est un acteur arabe israélien né en 1979 à Haïfa. Diplômé de l'école des arts de la scène Beit Zvi, il travaille régulièrement depuis  2005 au théâtre sous la direction de Norman Issa. En 2009, il se produit à la Schaubühne am Lehniner Platz de Berlin dans Dritte Generation (Troisième Génération, 3G) de Yaeli Ronen.
En 2013, il joue dans le film Bethléem  de Yuval Adler. Il joue le rôle d'Hani Al Jabari dans la saison 3 de Fauda. En 2022, il apparaît dans le film Tel Aviv - Beyrouth.